# ピンクラオ橋

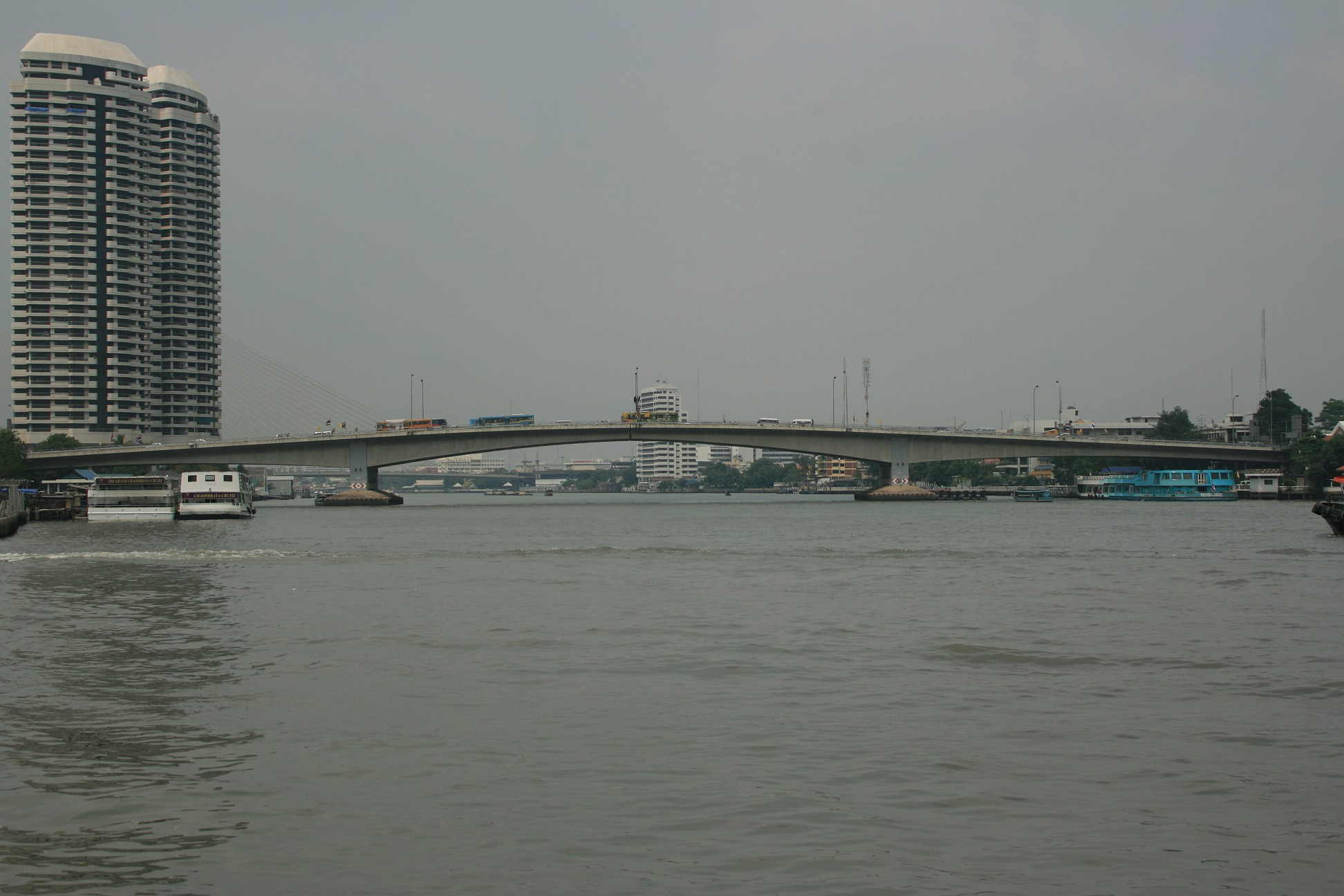
ピンクラオ橋

ピンクラオ橋（英語：Phra Pin-klao Bridge タイ語：สะพานสมเด็จพระปิ่นเกล้า）とは、タイ・バンコクのチャオプラヤ川にかかる橋。全長は658m。
1851～1866年にタイのvice-kingであった、ピンクラオ(Pinklao)にちなんで名づけられた。1973年9月24日開通。
プレストレスト・コンクリートが使用されている。
橋脚の下には、チャオプラヤー・エクスプレスのN12番プラ・ピンクラオ(Phra Pin-klao)の船着場がある。